# Petar Muslim
Petar Muslim (ur. 26 marca 1988) – chorwacki piłkarz wodny. Złoty medalista olimpijski z Londynu.
Zawody w 2012 były jego pierwszymi igrzyskami olimpijskimi w karierze. Chorwaci triumfowali, w finale pokonując Włochów.